# Arnal Mir de Tost
Arnal Mir de Tost (Tost, Ribera de Urgellet ca. 1000-post 1072), (en catalán: Arnau, en latín: Arnallus), fue un caballero del condado de Urgel, señor de Llordà y vizconde de Ager.
Fue un destacado combatiente en el ámbito de los condados pirenaicos, hasta el punto de que ha sido llamado actualmente «El Cid de las tierras de Lérida» por su destacada actividad de conquista en las tierras de extremadura urgelesas del siglo XI, siendo uno de los principales adalides  junto con Ermengol III de Urgel de la conquista cristiana de Barbastro en 1064 liderada por el rey de Aragón Sancho Ramírez. Asimismo conquistó las plazas de Camarasa y Cubells bajo la bandera del condado de Barcelona. Fue enterrado en la Colegiata de San Pedro de Ager, pero sus restos fueron trasladados en 1856 a la iglesia de Ager, donde en diciembre de 2009 fueron recuperados.

## Matrimonio y descendencia
Se casó con Arsenda de Ager teniendo tres hijos varones, Arnal y dos Guillermos, quienes murieron antes de su padre.  Tuvieron también dos hijas:
- Ledgarda, quien casó con Ponce I de Cabrera, vizconde de Cabrera, padres de Giraldo II de Cabrera a quien su abuelo Arnal, en su testamento de 1071, dejó los estados de Ager.
- Valencia, esposa de Arnal Ramón de Pallars Jussá, conde de Pallars Jussá.